# 池田町中西
池田町中西（いけだちょうなかにし）は、徳島県三好市の町名。2015年10月1日現在の人口は1,312人、世帯数は550世帯。郵便番号は〒779-5161。

## 地理
北は池田町イタノ、東は池田町ヤサン、南は池田町漆川、西は吉野川を挟んで池田町白地及び山城町若山にそれぞれ接する。

### 山岳
- 五ノ丸山

### 河川
- 吉野川

### 小字
| - アイノフチ - イバ - ヲウクボ - ヲウヒラ - カシノウチ - 北山 - コノ - コヤシキ - サキヤマタ - サコダ | - サルガワ - シバツク - タケノウチ - タテイシ - ツヱタニ - テンジン - 土井 - ナガウチ - ナガタ - ナガノ | - ナシノキ - ナルタキ - 西原 - ヒサゲ - フジグロ - フナイシ - フナト - フルトノ - フロノタニ - ホガ | - ホリ - ホリキリ - マガリタ - 丸畠 - 道ノ上 - ミヤオカ - ヤマバタ |  |

## 歴史
- 2006年（平成18年）3月1日 - 三好郡池田町が三野町・山城町・井川町・東祖谷山村・西祖谷山村と合併して三好市が発足し、現在の町名となる。

## 施設
- 三好市立三縄小学校
- 三縄郵便局
- 一宮神社
- 八大龍王神社

## 交通

### 鉄道
- JR土讃線 三縄駅

### 道路
国道
- 国道319号

都道府県道
- 徳島県道268号野呂内三縄停車場線
- 徳島県道269号三縄停車場黒沢線

### 橋梁
- 三好橋 - 徳島県道268号野呂内三縄停車場線。吉野川。
- 池田大橋 - 国道319号。吉野川。
- 第一吉野川橋梁 - JR土讃線。